# Felderhausen
Felderhausen ist ein Ortsteil von Söven auf dem Stadtgebiet Hennef (Sieg).

## Lage
Der ehemalige Weiler liegt in einer Höhe von 190 Metern über N.N. auf den Hängen des Westerwaldes im Norden von Söven.

## Geschichte
1910 gab es in Felderhausen die Haushalte Tagelöhner und Metzger Peter Becher, Ackerer Jarl Josef Berger, Ackerer Johann Bolz, Gutsbesitzer Josef Courscheid, Fabrikarbeiter und Ackerer Adolf Fußhöller, Schneider Josef Fußhöller, Tagelöhner Wilhelm Fußhöller, Ackerer Heinrich Gierlach, Tagelöhner Johann Kurenbach, Witwe Wilhelm Röger und Ackerer Ferdinand Schüchter. Damals gehörte der Ort zur Gemeinde Geistingen.